# Henri-Marie Lenoury
Henri-Marie Lenoury, genannt Henri Noury (* 6. November 1771 in Craconville; † 25. September 1839 ebenda) war ein französischer Général de division der Artillerie.

## Leben
Lenoury war Kadett an der École d’application de l’artillerie et du génie (Abtei Sankt Arnulf) und wurde dort bereits herausragender Leistungen wegen mehrmals befördert.
Als Offizier wurde er 1794 der Armée du Nord zugeteilt und kämpfte dort in den Koalitionskriegen bis 1802. Im darauffolgenden Jahr war er als Chef de bataillon auf der Insel Elba stationiert.
Er kämpfte mit der Grande Armée am 2. Dezember 1805 in der Schlacht bei Austerlitz und wurde anschließend von Napoleon in dessen Stab geholt. Mit Wirkung vom 24. April 1806 fungierte er als Stabschef des V. Corps und wurde als solcher am 6. Februar 1807 bei Ostrołęka in Polen verwundet.
Nach seiner Gesundung nahm Lenoury an den napoleonischen Kriegen auf der Iberischen Halbinsel teil und wurde seiner Tapferkeit wegen 1809 zum General befördert.
Ab 1809 stand Lenoury unter dem Oberbefehl von General Jean Reynier, kehrte aber bereits am 20. Januar 1810 nach Spanien zurück. Er nahm 1812 am Russlandfeldzug ebenso teil wie auch an den Schlachten bei Dresden (26./27. August 1813), Leipzig (16./19. Oktober 1813) und Hanau (30./31. Oktober 1813).
Nach der Abdankung Napoleons schloss sich Lenoury den Bourbonen an und diente in der Armee von König Ludwig XVIII. Als Napoleon die Insel Elba verließ und dessen Herrschaft der Hundert Tage begann, schloss sich Lenoury ihm erneut an und wurde wieder der Armée du Nord zugeteilt.
Henri-Marie Lenoury starb 42 Tage vor seinem 68. Geburtstag am 25. September 1839 in seiner Heimatstadt und fand dort auch seine letzte Ruhestätte.

## Ehrungen
- 1805 Chevalier der Ehrenlegion
- 1809 baron de l’émpire
- 1814 Commandeur der Ehrenlegion
- 1814 Ordre royal et militaire de Saint-Louis
- 1821 Grand Officier der Ehrenlegion
- sein Name findet sich am westlichen Pfeiler (40. Spalte) des Triumphbogens am Place Charles-de-Gaulle (Paris).